# 大平賀村
大平賀村（おおひらがむら）は、かつて岐阜県加茂郡にあった村である。
現在の富加町大平賀と加治田の一部（川小牧）に該当する。
津保川西岸の村であった。

## 歴史
- 1889年（明治22年）7月1日 - 町村制により大平賀村が発足。
- 1895年（明治28年）1月1日 - 加治田村の一部（川小牧村）を編入する。
- 1897年（明治30年）4月1日 - 市平賀村、鋳物師屋村、肥田瀬村と合併し、富岡村発足。同日大平賀村は廃止。
- 1913年（大正2年）7月1日 - 富岡村の大平賀村地区の一部（川小牧村）を加治田村に編入する。